# Steven Bagatourian
Steven Bagatourian (Queens, 1977) è uno sceneggiatore armeno.

## Biografia

### Carriera
Da sempre impegnato nella scrittura di racconti e sceneggiature, nel 1999 si è aggiudicato l'edizione annuale dell'International Screenplay Contest, un evento organizzato dall'associazione senza fini di lucro CineStory dedicata alla ricerca di nuovi talenti nel campo del cinema.
La sua prima sceneggiatura intitolata Weasel, incentrata sulle vicende di un assassino dodicenne nel mondo del futuro, fu presa in opzione dalla compagnia di produzione New Crime Productions su indicazione di John Cusack. Gli altri suoi lavori originali includono:
- The Hearts of Men, storia di tre ragazzini della periferia di Los Angeles appassionati dell'icona del rap Tupac Shakur e le cui strade si incroceranno per una serie di eventi sgraziati
- Radio Babylon, storia ambientata nel futuro
- The Perseus complex, storia di due fratelli molto diversi che condividono un tremendo segreto: il primo è un giornalista vincitore del premio Pulitzer, l'altro è un assassino nel braccio della morte
- The incredible Oliver Drizzle, descritto come «Harry Potter che incontra Guerre stellari», segue le avventure di un ragazzino di 10 anni che salva l'universo dalla fine incombente

Ha debuttato sul grande schermo con il film drammatico American Gun incentrato sulla cultura delle armi in America e i suoi effetti sulla società. Il film, del quale ha scritto la sceneggiatura insieme ad Arec Avelino, il quale è anche alla regia, comprende nel cast artistico, tra gli altri, nomi noti come Forest Whitaker, Donald Sutherland, Amanda Seyfried e Nikki Reed.
Dopo che il 28 maggio 2010 il regista Antoine Fuqua annunciò che avrebbe diretto un film biografico sul defunto cantante Tupac Shakur, Bagatourian fu incaricato della realizzazione della sceneggiatura. L'armeno scrisse la prima versione, che trattava il film in stile documentaristico, ma fu poi sostituito da Stephen J. Rivele e Christopher Wilkinson quando si decise di operare in maniera diversa.

### Vita privata
Bagatourian risiede nella Contea di Orange (California).

## Filmografia
- American Gun, regia di Aric Avelino (2005)